# Deblík
Deblík är ett berg i Tjeckien. Det ligger i den nordvästra delen av landet, 60 km norr om huvudstaden Prag. Toppen på Deblík är 459 meter över havet, eller 163 meter över den omgivande terrängen. Bredden vid basen är 1,1 km.
Terrängen runt Deblík är huvudsakligen lite kuperad.Runt Deblík är det tätbefolkat, med 331 invånare per kvadratkilometer. Närmaste större samhälle är Ústí nad Labem, 8,6 km norr om Deblík. Omgivningarna runt Deblík är en mosaik av jordbruksmark och naturlig växtlighet.